# 空腹血糖
空腹血糖（英語：Fasting Plasma Glucose）是指在未进食8小时以上的基础胰岛素分泌血糖，可用來診斷糖尿病，空腹血糖在4至5.5mmol/l（70至99mg/dl）是正常的，若空腹血糖持續在5.5至7mmol/l（101–125mg/dl）有可能是糖尿病前期，需要持續追蹤。當空腹血糖超過7mmol/l（126mg/dl）表示有罹患糖尿病的風險。